# Onthophagus seabrai
Onthophagus seabrai är en skalbaggsart som beskrevs av Gomes Alves 1944. Onthophagus seabrai ingår i släktet Onthophagus och familjen bladhorningar. Inga underarter finns listade i Catalogue of Life.